# História da psicologia
Hoje, a psicologia é definida como "o estudo científico do comportamento e dos processos mentais". O interesse filosófico na mente e no comportamento humano remonta às civilizações antigas do Egito, Pérsia, Grécia, China e Índia.

## Visão global
A psicologia faz fronteira com vários outros campos, incluindo fisiologia, neurociência, inteligência artificial, sociologia, serviço social, antropologia, assim como filosofia e outros componentes das humanidades. A história da psicologia como um estudo acadêmico da mente e do comportamento remonta aos gregos antigos. Há também evidências de pensamento psicológico no Egito antigo.
A psicologia foi um ramo do domínio da filosofia até a década de 1870, quando se desenvolveu como uma disciplina científica independente na Alemanha. A psicologia como um campo autoconsciente de estudo experimental começou em 1879, em Leipzig, Alemanha, quando Wilhelm Wundt fundou o primeiro laboratório dedicado exclusivamente à pesquisa psicológica na Alemanha. Wundt também foi a primeira pessoa a se referir como um psicólogo (um precursor notável de Wundt foi Ferdinand Ueberwasser (1752-1812) que se designou Professor de Psicologia Empírica e Lógica em 1783 e deu palestras sobre psicologia científica na Universidade Velha de Münster, Alemanha). Outros importantes colaboradores iniciais da área incluem Hermann Ebbinghaus (pioneiro no estudo da memória), William James (o pai americano do pragmatismo) e Ivan Pavlov (que desenvolveu os procedimentos associados ao condicionamento clássico).
Logo após o desenvolvimento da psicologia experimental, vários tipos de psicologia aplicada apareceram. G. Stanley Hall trouxe pedagogia científica para os Estados Unidos da Alemanha no início da década de 1880. A teoria educacional de John Dewey da década de 1890 foi outro exemplo. Também na década de 1890, Hugo Münsterberg começou a escrever sobre a aplicação da psicologia na indústria, direito e outros campos. Lightner Witmer estabeleceu a primeira clínica psicológica na década de 1890 (foi o criador do termo "psicologia clínica"). James McKeen Cattell adaptou os métodos antropométricos de Francis Galton para gerar o primeiro programa de testes mentais na década de 1890. Enquanto isso, em Viena, Sigmund Freud desenvolveu uma abordagem independente para o estudo da mente chamada psicanálise, que tem sido amplamente influente.
O século XX viu uma reação à crítica de Edward Titchener ao empirismo de Wundt. Isso contribuiu para a formulação do behaviorismo por John B. Watson, que foi popularizado por B. F. Skinner. O behaviorismo propôs enfatizar o estudo do comportamento manifesto, porque ele poderia ser quantificado e facilmente medido. Os behavioristas iniciais consideravam o estudo da "mente" muito vago para um estudo científico produtivo. No entanto, Skinner e seus colegas estudaram o pensamento como uma forma de comportamento secreto, ao qual poderiam aplicar os mesmos princípios que o comportamento manifesto (publicamente observável).
As décadas finais do século XX viram o surgimento da ciência cognitiva, uma abordagem interdisciplinar para o estudo da mente humana. A ciência cognitiva novamente considera a "mente" como um assunto para investigação, usando as ferramentas da psicologia evolutiva, linguística, ciência da computação, filosofia, behaviorismo e neurobiologia. Essa forma de investigação propôs que seja possível um amplo entendimento da mente humana e que esse entendimento possa ser aplicado a outros domínios de pesquisa, como a inteligência artificial.
Há divisões conceituais em chamadas "forças" ou "ondas" da psicologia, baseadas nas escolas e tendências históricas dela. Esse termo é popularizado entre psicólogos para distinguir um crescente humanismo na prática terapêutica a partir de 1930, chamado de "terceira força", em resposta às tendências deterministas do behaviorismo de Watson e da psicanálise de Freud. A psicologia humanista teve como importantes propositores Carl Rogers, Abraham Maslow, Gordon Allport, Erich Fromm e Rollo May. Seus conceitos humanistas alinham-se também na psicologia existencial, na logoterapia de Viktor Frankl, na psicologia positiva, tendo Martin Seligman como um dos principais expoentes, a abordagem de bem estar e desenvolvimento de caráter de C. R. Cloninger, e na psicologia transpessoal, incorporando como conceitos como espiritualidade, autotranscendência, autorrealização, auto-atualização e atenção plena. Na psicoterapia cognitivo-comportamental, também foram incorporados termos similares, em que a "primeira onda" é considerada a terapia comportamental; a "segunda onda", a cognitiva de Albert Ellis; e a "terceira onda", na chamada terapia de aceitação e compromisso, que enfatiza a busca de valores, métodos de autoconscientização, aceitação e flexibilidade psicológica ao invés de desafiar diretamente esquemas negativos de pensamentos. Uma "quarta onda" seria aquela que incorpora conceitos transpessoais e de florescimento positivo, a qual é criticada por alguns pesquisadores devido a sua heterogeneidade e direcionamento teórico dependente da visão do terapeuta. Foi proposta atualmente uma "quinta onda" por um grupo de pesquisadores que busca a integração de conceitos anteriores numa teoria unificacionista.

## Pensamento psicológico inicial
Muitas culturas ao longo da história especularam sobre a natureza da mente, coração, alma, espírito, cérebro, etc. Por exemplo, no Egito Antigo, o Papiro de Edwin Smith contém uma descrição inicial do cérebro e algumas especulações sobre suas funções (descritas num contexto médico/cirúrgico). Embora outros documentos médicos dos tempos antigos estivessem cheios de encantamentos e aplicações destinadas a afastar demônios causadores de doenças e outras superstições, o Papiro de Edwin Smith fornece remédios para quase 50 condições e apenas dois contêm encantamentos para afastar o mal.
Os filósofos gregos antigos, de Tales (fl. 550 a.C.) até o período romano, desenvolveram uma teoria elaborada do que chamavam de psuchẽ (psique) da qual a primeira metade de "psicologia" é derivada), bem como outros termos "psicológicos"  - nous, thumos, logistikon, etc. Os mais influentes são os relatos de Platão (especialmente na República), Pitágoras e Aristóteles (especialmente Peri Psyches, mais conhecido sob seu título em latim, De Anima). Abordagens de Platão como a teoria tripartite da alma, a Alegoria de Carruagem e conceitos como eros definiram as visões subsequentes da filosofia ocidental sobre a psique e anteciparam propostas psicológicas modernas, como os conceitos de id, ego e superego e de libido de Freud; a tal ponto que "em 1920, Freud decidiu apresentar Platão como precursor de sua própria teoria, como parte de uma estratégia direcionada para definir a colocação científica e cultural da psicanálise". Os filósofos helenísticos (os estoicos e os epicuristas) divergiram da tradição grega clássica de várias maneiras importantes, especialmente em sua preocupação com questões da base fisiológica da mente. O médico romano Galeno abordou essas questões de maneira mais elaborada e influente de todas. A tradição grega influenciou algum pensamento cristão e islâmico sobre o assunto.
Na tradição judaico-cristã, o Manual de Disciplina (dos Manuscritos do Mar Morto, c. 21 a.C.-61 d.C.) observa a divisão da natureza humana em dois temperamentos ou espíritos opostos de veracidade ou perversidade.
Walter M. Freeman propõe que o tomismo é o sistema filosófico que explica a cognição mais compatível com a neurodinâmica, em um artigo de 2008 na revista Mind and Matter, intitulado "Dinâmica cerebral não-linear e intenção segundo Aquino".
Na Ásia, a China tinha uma longa história de administração de testes de habilidade como parte de seu sistema educacional. No século VI d.C., Lin Xie realizou um experimento inicial, no qual pediu às pessoas que desenhassem um quadrado com uma mão e, ao mesmo tempo, desenhassem um círculo com a outra (ostensivamente para testar a vulnerabilidade das pessoas à distração). Alguns afirmaram que esse é o primeiro experimento psicológico e, portanto, o início da psicologia como ciência experimental.
A Índia também tinha uma teoria elaborada do "self" em seus escritos filosóficos do Vedanta. As filosofias budistas desenvolveram diversas teorias psicológicas (ver Budismo e psicologia), formulando interpretações da mente e conceitos como agregados (skandhas), vacuidade (sunyata), não-self (anatta), atenção plena e Natureza de Buda, e são abordadas hoje por teóricos da psicologia humanista e transpessoal. Diversas linhagens budistas desenvolveram noções análogas às da psicologia ocidental moderna, como o inconsciente e o desenvolvimento pessoal e melhoramento de caráter, este último sendo parte do Nobre Caminho Óctuplo e expresso, por exemplo, no Tathagatagarbha Sutra. As tradições Hinaiana, como o Teravada, concentram-se mais na meditação individual, enquanto as tradições Maaiana enfatizam também o alcance de uma natureza búdica de sabedoria (prajna) e compaixão (karuna) na realização do ideal Boddhisattva, afirmando uma metafísica em que é fundamental a caridade e a ajuda aos seres sencientes. O monge e estudioso budista D. T. Suzuki descreve a importância da iluminação interna do indivíduo e da autorrealização da mente. O pesquisador David Germano, em sua tese sobre Longchenpa, mostra também a importância da autoatualização na linhagem de ensino dzogchen.
Médicos muçulmanos medievais também desenvolveram práticas para tratar pacientes que sofrem de uma variedade de "doenças da mente".
Ahmed ibn Sahl al-Balkhi (850–934) foi um dos primeiros, nesta tradição, a discutir distúrbios relacionados ao corpo e à mente, argumentando que "se a nafs [psique] fica doente, o corpo também pode não encontrar alegria na vida e, eventualmente, desenvolver uma doença física". Al-Balkhi reconheceu que o corpo e a alma podem estar saudáveis ou doentes, ou "equilibrados ou desequilibrados". Ele escreveu que o desequilíbrio do corpo pode resultar em febre, dores de cabeça e outras doenças corporais, enquanto o desequilíbrio da alma pode resultar em raiva, ansiedade, tristeza e outros sintomas relacionados ao nafs. Ele reconheceu dois tipos do que chamamos de depressão: um causado por razões conhecidas como perda ou fracasso, que podem ser tratadas psicologicamente; e o outro causado por razões desconhecidas, possivelmente causadas por razões fisiológicas, que podem ser tratadas através de medicina física.
O cientista Ibn al-Haytham (Alhazen) realizou experimentos em percepção visual e outros sentidos, incluindo variações na sensibilidade, sensação de toque, percepção de cores, percepção de escuridão, explicação psicológica da ilusão da lua e visão binocular. Al-Biruni também empregou esses métodos experimentais no exame do tempo de reação.
Avicena, da mesma forma, fez um trabalho inicial no tratamento de doenças relacionadas à nafs e desenvolveu um sistema para associar alterações na taxa de pulso a sentimentos internos. Avicena também descreveu fenômenos que agora reconhecemos como condições neuropsiquiátricas, incluindo alucinação, insônia, mania, pesadelo, melancolia, demência, epilepsia, paralisia, acidente vascular cerebral, vertigem e tremor.
Outros pensadores medievais que discutiram questões relacionadas à psicologia incluem:
- Ibn Sirin, que escreveu um livro sobre sonhos e interpretação de sonhos;[33]
- Al-Kindi (Alcindo), que desenvolveu formas de musicoterapia;[34]
- Ali ibn Sahl Rabban al-Tabari, que desenvolveu al-'ilaj al-nafs (às vezes traduzido como "psicoterapia");[35]
- Al-Farabi (Alfarábi), que discutiu assuntos relacionados à psicologia social e estudos da consciência;[36]
- Ali ibn Abbas al-Majusi (Haly Abbas), descreveu neuroanatomia e neurofisiologia;[36]
- Abu al-Qasim al-Zahrawi (Abulcasis), descreveu neurocirurgia;[37]
- Abū Rayhān al-Bīrūnī, que descreveu o tempo de reação;[38]
- Ibn Tufail, que antecipou o argumento da tabula rasa e o debate natureza versus criação.[39]

Ibn Zuhr (Avenzoar) descreveu distúrbios semelhantes à meningite, tromboflebite intracraniana e tumores de células germinativas mediastinais; Averróis atribuiu propriedades fotorreceptoras à retina; e Maimônides descreveu a raiva e a intoxicação por beladona.
Witelo é considerado um precursor da psicologia da percepção. Sua Perspectiva contém muito material em psicologia, delineando visões próximas das noções modernas sobre a associação de ideias e o subconsciente.
Juan Luis Vives (1492-1540) foi chamado por Friedrich Albert Langer de "pai da nova psicologia empírica" e proposto por Foster Watson como "pai da psicologia moderna", devido à importância dada em seus escritos às funções mentais e das emoções e o seu pioneirismo de promover o estudo delas como base da educação e da cura da alma, mas Lorenzo Cazini critica essa atribuição historiográfica, expondo que a obra de Vives na verdade estaria dando continuidade ao pensamento filosófico de sua época, como o dos escolásticos, remetendo a noções de Platão e Aristóteles, assim como fizeram Francis Bacon e Philip Melanchthon, e que sua contribuição o constituiria mais justamente como um precursor moderno inicial de interpretações subjetivas da vida interior, como as dos moralistas franceses, e não da psicologia empírica.

## Primórdios da psicologia moderna
Muitos dos escritos dos antigos teriam sido perdidos se não fosse pelos esforços dos tradutores cristãos, judeus e persas na Casa da Sabedoria, na Casa do Conhecimento e em outras instituições da Era de Ouro Islâmica, cujas glosas e comentários foram posteriormente traduzidos para o latim no século XII. No entanto, não está claro como essas fontes foram usadas pela primeira vez durante o Renascimento, e sua influência sobre o que mais tarde emergiria como a disciplina da psicologia é um tópico de debate acadêmico.

### Etimologia e uso inicial da palavra
O primeiro uso do termo "psicologia" é frequentemente atribuído ao filósofo escolástico alemão Rudolf Göckel (1547-1628), conhecido sob a forma latina Rodolphus Goclenius), que publicou a Psychologia hoc est: de hominis perfectione, animo et imprimis ortu hujus... em Marburg, em 1590. No entanto, o termo parece ter sido usado mais de seis décadas antes pelo humanista croata Marko Marulić (1450-1524) no título de seu tratado latino, Psichiologia de ratione animae humanae. Embora o tratado em si não tenha sido preservado, seu título aparece em uma lista das obras de Marulic compiladas por seu contemporâneo mais jovem, Franjo Bozicevic-Natalis, em sua "Vita Marci Maruli Spalatensis" (Krstić, 1964). A palavra "psychologia" aparece também como nome de um capítulo do livro Quaestionaes physicae de Johann Thomas Freigius em 1579, e foi posteriormente aceita em títulos de obras por um discípulo de Göckel, Otto Cassmann, além de Hawenreuther e Fabian Hippe.
O termo não entrou em uso popular até que o filósofo racionalista alemão, Christian Wolff (1679-1754) o usou em seus trabalhos Psychologia empirica (1732) e Psychologia racionalis (1734). Essa distinção entre psicologia empírica e racional foi identificada na Enciclopédie (1751-1784) de Denis Diderot (1713-1780) e de Jean le Rond d'Alembert (1717-1783), e popularizada na França por Maine de Biran (1766-1824). Na Inglaterra, o termo "psicologia" ultrapassou a "filosofia mental" em meados do século XIX, especialmente na obra de William Hamilton (1788-1856).
No Brasil, o médico baiano Eduardo Ferreira França publica em 1854 o livro "Investigações de Psychologia", inspirado pela análise filosófica dos fenômenos e funções mentais por Maine de Biran.

### Pensamento psicológico do Iluminismo
A psicologia inicial era considerada como o estudo da alma (no sentido cristão do termo). A forma filosófica moderna da psicologia foi fortemente influenciada pelas obras de René Descartes (1596-1650) e pelos debates que ele gerou, dos quais os mais relevantes foram as objeções às suas Meditações sobre a Primeira Filosofia (1641), publicadas com o texto. Também importantes para o desenvolvimento posterior da psicologia foram suas Paixões da Alma (1649) eTratado sobre o Homem (concluídas em 1632, mas, juntamente com o restante de O Mundo, foram excluídas da publicação depois que Descartes soube da condenação de Galileu pela Igreja Católica; foi finalmente publicado postumamente, em 1664).
Embora não tenha sido educado como médico, Descartes fez extensos estudos anatômicos do coração de touros e foi considerado importante o suficiente para que William Harvey lhe respondesse. Descartes foi um dos primeiros a apoiar o modelo de circulação de sangue de Harvey, mas discordou de sua estrutura metafísica para explicá-lo. Descartes dissecou animais e cadáveres humanos e, como resultado, estava familiarizado com a pesquisa sobre o fluxo de sangue, levando à conclusão de que o corpo é um dispositivo complexo capaz de se mover sem a alma, contradizendo assim a "Doutrina da Alma". O surgimento da psicologia como disciplina médica recebeu um grande impulso de Thomas Willis, não apenas em sua referência à psicologia (a "Doutrina da Alma") em termos de função cerebral, mas através de seu detalhado trabalho anatômico de 1672 e seu tratado De anima brutorum quae hominis vitalis ac sentitive est: exercitationes duae ("Dois Discursos sobre as Almas dos Brutos" - significando "bestas"). No entanto, Willis reconheceu a influência do rival de Descartes, Pierre Gassendi, como inspiração para seu trabalho.
Os filósofos das escolas empiristas e associativas britânicas tiveram um profundo impacto no curso posterior da psicologia experimental. O Ensaio acerca do Entendimento Humano (1689) de John Locke, o Tratado sobre os Princípios do Conhecimento Humano (1710) deGeorge Berkeley, e o Tratado da Natureza Humana (1739-1740), de David Hume, foram particularmente influentes, assim como Observações sobre o homem (1749) de David Hartley e Um Sistema de Lógica (1843) de John Stuart Mill. Também digno de nota foi o trabalho de alguns filósofos racionalistas continentais, especialmente de Baruch Spinoza (1632-1677), Sobre a melhoria do entendimento (1662), e Gottfried Wilhelm Leibniz (1646-1716), em Novos Ensaios sobre o Entendimento Humano (concluído em 1705, publicado em 1765). Também foi uma contribuição importante o livro de Friedrich August Rauch (1806-1841), Psychology: Or, A View of the Human Soul; Incluindo Anthropology (1840), a primeira exposição inglesa da filosofia hegeliana para um público americano.
O idealismo alemão foi pioneiro na proposição do inconsciente, considerado por Jung como tendo sido descrito psicologicamente pela primeira vez pelo médico e filósofo Carl Gustav Carus, que publicou em 1846 o livro Psyche. O historiador Henri Ellenberger resgatou como a presença do conceito foi fortemente difundida nos escritos de Schopenhauer e Nietzsche, que influenciaram toda a psicologia dinâmica. Também foi notável seu uso por Friedrich Wilhelm Joseph von Schelling (1775-1835), e por Eduard von Hartmann em Filosofia do Inconsciente (1869); o psicólogo Hans Eysenck escreve em Decline and Fall of the Freudian Empire (1985) que a versão do inconsciente de Hartmann é muito semelhante à de Freud.
O filósofo dinamarquês Søren Kierkegaard também influenciou as escolas psicológicas humanísticas, existenciais e modernas com suas obras O Conceito de Angústia (1844) e O Desespero Humano (1849).

### Transição para a psicologia contemporânea
Também influenciaram a emergente disciplina da psicologia os debates em torno da eficácia do mesmerismo (um precursor da hipnose) e do valor da frenologia. O primeiro foi desenvolvido na década de 1770 pelo médico austríaco Franz Mesmer (1734-1815), que afirmou usar o poder da gravidade e, posteriormente, do "magnetismo animal", para curar vários males físicos e mentais. À medida que Mesmer e seu tratamento se tornaram cada vez mais na moda em Viena e Paris, também começou a ficar sob o escrutínio de oficiais que suspeitavam dele. Em 1784, uma investigação foi encomendada em Paris pelo rei Luís XVI, que incluía o embaixador americano Benjamin Franklin, o químico Antoine Lavoisier e o médico Joseph-Ignace Guillotin (mais tarde o popularizador da guilhotina). Eles concluíram que o método de Mesmer era inútil. O Abade Faria, sacerdote indo-português, reavivou a atenção do público no magnetismo animal. Ao contrário de Mesmer, Faria alegou que o efeito foi "gerado de dentro da mente" pelo poder da expectativa e da cooperação do paciente. Embora contestada, a tradição "magnética" continuou entre os estudantes de Mesmer e outros, ressurgindo na Inglaterra no século XIX na obra do médico John Elliotson (1791-1868), e dos cirurgiões James Esdaile (1808-1859) e James Braid (1795-1860) (que o reconceptualizou como propriedade da mente do sujeito e não como "poder" do mesmerista, e o rotulou como "hipnotismo"). O mesmerismo também continuou a ter um forte número de seguidores sociais (se não médicos) na Inglaterra até o século XIX (ver Winter, 1998). A abordagem de Faria foi significativamente ampliada pelo trabalho clínico e teórico de Ambroise-Auguste Liébeault e Hippolyte Bernheim da Escola de Nancy. A posição teórica de Faria e as experiências subsequentes daqueles da Escola de Nancy fizeram contribuições significativas para as técnicas posteriores de autossugestão de Émile Coué. Foi adotado para o tratamento da histeria pelo diretor do Hospital Salpêtrière de Paris, Jean-Martin Charcot (1825-1893).
A frenologia começou como "organologia", uma teoria da estrutura cerebral desenvolvida pelo médico alemão Franz Joseph Gall (1758-1828). Gall argumentou que o cérebro é dividido em um grande número de "órgãos" funcionais, cada um responsável por determinadas habilidades e disposições mentais humanas - esperança, amor, espiritualidade, ganância, linguagem, habilidades para detectar o tamanho, a forma e a cor dos objetos, etc. Ele argumentou que quanto maiores são cada um desses órgãos, maior o poder do traço mental correspondente. Além disso, ele argumentou que era possível detectar os tamanhos dos órgãos em um determinado indivíduo, sentindo a superfície do crânio dessa pessoa. A posição ultralocalizacionista de Gall em relação ao cérebro foi logo atacada, principalmente pelo anatomista francês Pierre Flourens (1794-1867), que conduziu estudos de ablação (em galinhas) que pretendiam demonstrar pouca ou nenhuma localização cerebral da função. Embora Gall tivesse sido um pesquisador sério (apesar de mal orientado), sua teoria foi adotada por seu assistente, Johann Gaspar Spurzheim (1776-1832), e se desenvolveu no lucrativo e popular empreendimento de frenologia, que logo gerou, especialmente na Grã-Bretanha, uma próspera indústria de profissionais independentes. Nas mãos do líder religioso escocês George Combe (1788-1858) (cujo livro A Constituição do Homem foi um dos mais vendidos do século), a frenologia tornou-se fortemente associada a movimentos de reforma política e princípios igualitários (ver, por exemplo, Shapin, 1975; mas também ver van Wyhe, 2004). A frenologia logo se espalhou também para os Estados Unidos, onde os frenologistas práticos itinerantes avaliaram o bem-estar mental de clientes dispostos (ver Sokal, 2001).
O desenvolvimento da psicologia moderna esteve intimamente ligado à psiquiatria nos séculos XVIII e XIX (ver História da psiquiatria), quando foi revolucionado o tratamento do doente mental em hospícios, após os europeus considerarem pela primeira vez as suas condições patológicas. De fato, não havia distinção entre as duas áreas na prática psicoterapêutica, numa era em que não havia ainda tratamento medicamentoso (da chamada revolução psicofarmacológica a partir de 1950) para as doenças mentais, e seus primeiros teóricos e os psicólogos clínicos pioneiros tinham em geral formação médica. Os primeiros a implantarem um tratamento da saúde mental de forma humanitária e científica, baseados em ideias iluministas, foram os alienistas franceses, que desenvolveram a observação empírica da psicopatologia, descrevendo as condições clínicas, suas relações fisiológicas e classificando-as. Foi a chamada de escola racionalista-empírica e nela destacam-se Pinel, Esquirol, Falret, Morel e Magnan. No final do século XIX, a corrente francesa foi gradualmente superada pelo campo de estudos alemão. De início, a escola germânica era influenciada pelos ideais românticos e deu origem a uma linha de teóricos especuladores dos processos mentais, baseada mais na empatia do que na razão. Eles ficaram conhecidos como Psychiker, mentalistas ou psicologistas, destacando-se correntes diferentes por Reil (criador da palavra "psiquiatria"), Heinroth (primeiro a usar o termo "psicossomático") Ideler e Carus. Na metade do século, formou-se uma "reação somaticista" (somatiker) contra as doutrinas especulativas do mentalismo, a qual se baseou na neuroanatomia e neuropatologia. Nela, destacam-se com importantes contribuições à classificação psicopatológica Griesinger, Westphal, Krafft-Ebbing e Kahlbaum, que influenciariam Wernicke e Meynert. Kraepelin revolucionou como o primeiro a definir os aspectos diagnósticos dos transtornos mentais em síndromes, e seguiu-se o trabalho de classificação psicológica com as contribuições de Schneider, Kretschmer, Leonhard e Jaspers. Na Grã-Bretanha, destacam-se no século XIX Alexander Bain (fundador da primeira revista de psicologia, Mind, e escritor de livros de referência para o tema na época, como Mental Science: A Compendium of Psychology, and the History of Philosophy, de 1868); Herbert Spencer, que publicou Principles of Psychology em 1855, que visava estabelecer leis naturais à mente humana com base na biologia, propondo reconciliar uma psicologia associacionista com a frenologia da época, o que teve um papel na influência da visão behaviorista; e Henry Maudsley. Na Suíça, Bleuler criou os termos "psicologia profunda", "esquizofrenia", "esquizoide" e "autismo". Nos Estados Unidos, o psiquiatra suíço Adolf Meyer sustentava que o doente deveria ser visto como um todo "psicobiológico" integrado, enfatizando os fatores psicossociais, conceitos que propiciaram a chamada medicina psicossomática.

## Surgimento da psicologia experimental alemã
Até meados do século XIX, a psicologia era amplamente considerada como um ramo da filosofia. Se ela poderia tornar-se uma disciplina científica independente já foi questionado anteriormente: Immanuel Kant (1724–1804) declarou em seus Fundamentos Metafísicos das Ciências Naturais (1786) que a psicologia talvez nunca se tornasse uma ciência natural "adequada" porque seus fenômenos não podem ser quantificados, entre outros motivos. Kant propôs uma concepção alternativa de uma investigação empírica do pensamento, sentimento, desejo e ação humanos e lecionou esses tópicos por mais de vinte anos (1772/73-1795/96). Sua Antropologia de um Ponto de Vista Pragmático (1798), resultante dessas palestras, parece uma psicologia empírica em muitos aspectos.
Johann Friedrich Herbart (1776-1841) discordou do que considerava a conclusão de Kant e tentou desenvolver uma base matemática para uma psicologia científica. Embora ele não tenha conseguido entender empiricamente os termos de sua teoria psicológica, seus esforços levaram cientistas como Ernst Heinrich Weber (1795-1878) e Gustav Theodor Fechner (1801-1887) a tentar medir as relações matemáticas entre as magnitudes físicas dos estímulos externos e as intensidades psicológicas das sensações resultantes. Fechner (1860) é o criador do termo psicofísica.
Enquanto isso, diferenças individuais no tempo de reação haviam se tornado uma questão crítica no campo da astronomia, sob o nome de "equação pessoal". As primeiras pesquisas de Friedrich Wilhelm Bessel (1784-1846) em Königsberg e Adolf Hirsch levaram ao desenvolvimento de um cronoscópio altamente preciso de Matthäus Hipp que, por sua vez, foi baseado no design de Charles Wheatstone para um dispositivo que media a velocidade de projéteis de artilharia (Edgell e Symes, 1906). Outros instrumentos temporais foram emprestados de fisiologia (por exemplo, o quimógrafo de Carl Ludwig) e adaptado para uso pelo oftalmologista de Utrecht Franciscus Donders (1818-1899) e seu aluno Johan Jacob de Jaager na medição da duração das decisões mentais simples.
O século XIX foi também o período em que a fisiologia, incluindo a neurofisiologia, se profissionalizou e viu algumas de suas descobertas mais significativas. Entre seus líderes estavam Charles Bell (1774-1843) e François Magendie (1783-1855), que descobriram independentemente a distinção entre nervos sensoriais e motores na coluna vertebral, Johannes Müller (1801-1855) que propôs a doutrina de energias nervosas específicas, Emil du Bois-Reymond (1818 a 1896), que estudou as bases elétricas da contração muscular, Pierre Paul Broca (1824 a 1880) e Carl Wernicke (1848 a 1905), que também identificaram áreas do cérebro responsáveis por diferentes aspectos da linguagem, bem como Gustav Fritsch (1837–1927), Eduard Hitzig (1839–1907) e David Ferrier (1843–1924) que localizaram áreas sensoriais e motoras do cérebro. Um dos principais fundadores da fisiologia experimental, Hermann Helmholtz (1821-1894), conduziu estudos de uma ampla gama de tópicos que mais tarde seriam de interesse dos psicólogos - a velocidade da transmissão neural, as naturezas do som e da cor e de nossas percepções sobre eles etc. Na década de 1860, enquanto ele ocupava uma posição em Heidelberg, Helmholtz contratou como assistente um jovem médico chamado Wilhelm Wundt. Wundt empregou o equipamento do laboratório de fisiologia - cronoscópio, quimógrafo e vários dispositivos periféricos - para abordar questões psicológicas mais complicadas do que, até então, haviam sido investigadas experimentalmente. Em particular, ele estava interessado na natureza da apercepção - o ponto em que uma percepção ocupa o foco central da percepção consciente.
Em 1864, Wundt assumiu o cargo de professor em Zurique, onde publicou seu livro de referência, Grundzüge der physiologischen Psychologie (Princípios da Psicologia Fisiológica, 1874). Mudando para uma cátedra de maior prestígio em Leipzig em 1875, Wundt fundou um laboratório especificamente dedicado à pesquisa original em psicologia experimental em 1879, o primeiro laboratório do gênero no mundo. Em 1883, ele lançou um diário no qual publicaria os resultados de suas pesquisas, e de seus alunos, Philosophische Studien (Estudos Filosóficos) (Para mais informações sobre Wundt, veja, por exemplo, Bringmann & Tweney, 1980; Rieber & Robinson, 2001). Wundt atraiu um grande número de estudantes não apenas da Alemanha, mas também do exterior. Entre seus estudantes americanos mais influentes estavam G. Stanley Hall (que já havia obtido um PhD em Harvard sob a supervisão de William James), James McKeen Cattell (que foi o primeiro assistente de Wundt) e Frank Angell (que fundou laboratórios em Cornell e Stanford). O estudante britânico mais influente foi Edward Bradford Titchener (que mais tarde se tornou professor em Cornell).
Também foram brevemente estabelecidos laboratórios de psicologia experimental em Berlim por Carl Stumpf (1848-1936) e em Göttingen por Georg Elias Müller (1850-1934). Outro psicólogo experimental alemão importante da época, embora ele não dirigisse seu próprio instituto de pesquisa, foi Hermann Ebbinghaus (1850–1909).
Na mesma época, em alternância ao método experimental de Wundt, iniciou-se uma sistematização de psicologia empírica por Franz Brentano, que anteciparia o método fenomenológico de descrição dos atos psíquicos, através da introspecção e consideração pelas vivências e intenções experienciadas pelo sujeito no momento. Brentano publica em 1874 a obra A Psicologia do Ponto de Vista Empírico, e seu trabalho é seguido por Edmund Husserl, influenciando posteriormente a gestalt, a psicologia humanista e a terminologia mental das psicopatologias por Karl Jaspers.

## Psicanálise
A experimentação não era a única abordagem da psicologia no mundo de língua alemã naquele momento. A partir da década de 1890, empregando a técnica de estudo de caso, o médico vienense Sigmund Freud, inicialmente em colaboração com Josef Breuer, desenvolveu e aplicou os métodos de hipnose, associação livre e interpretação de sonhos para revelar crenças e desejos supostamente inconscientes que ele argumentava serem as causas subjacentes à "histeria" de seus pacientes. Ele passou a chamar sua abordagem depois literalmente de "psicoanálise" (em alemão, Psychoanalyse, Freud enfatizava a presença do "o"; por eufonia em português, funde-se no termo geral psicanálise), embora outros utilizassem o termo Psychanalyse (sem "o") para distinguir da técnica freudiana.
A psicanálise examina processos mentais que afetam o ego. Uma compreensão destes teoricamente permitiria ao indivíduo maior escolha e consciência, com um efeito curativo na neurose e, ocasionalmente, na psicose, que Richard von Krafft-Ebing definiu como "doenças da personalidade".
A psicanálise freudiana é particularmente notável pela ênfase que coloca no curso do desenvolvimento sexual de um indivíduo na patogênese. Os conceitos psicanalíticos tiveram uma influência forte e duradoura na cultura ocidental, particularmente nas artes. Embora sua contribuição científica ainda seja motivo de debate, a psicologia freudiana e junguiana revelou a existência de pensamento compartimentalizado, no qual alguns comportamentos e pensamentos estão ocultos da consciência - ainda operativo como parte da personalidade completa. Agendas ocultas, uma má consciência ou um sentimento de culpa são exemplos da existência de processos mentais nos quais o indivíduo não está consciente, por escolha ou falta de entendimento, de alguns aspectos de sua personalidade e comportamento subsequente.
Com o abandono do método catártico de Breuer-Freud, proposto em 1895 na obra Estudos sobre a Histeria, a doutrina freudiana posterior foi criticada na primeira década do século XX como não sendo validada na prática científica. Membros da comunidade médica não conseguiram replicar as novas propostas de psicanálise, que superestimavam complexos sexuais, e acusaram Freud de sectarismo e autoritarismo, criticando sua negligência aos efeitos da hipnose e que a nova técnica induzia interpretações sexualizantes a pacientes por sugestão, mesmo quando não havia causa sexual ao transtorno. Ataques entre psic(o)analistas freudianos e grupos outros que se avocavam como psicanalíticos ocorreram como diversas "guerras" em congressos e periódicos. Pierre Janet acusou Freud de distorcer a técnica terapêutica que ele praticava na França e plagiar o nome de sua teoria, que ele já antes chamava de "análise psicológica" (analyse psychologique). Inicialmente colaboradores ou apoiadores, Breuer, Eugen Bleuler e Auguste Forel e seus discípulos, incluindo Oskar Vogt e Ludwig Frank, repudiaram o distanciamento de Freud das práticas pioneiras e de um método verificável não dogmático. Forel era sediado como chefe no Hospital Burghölzli, que servia de instituto psiquiátrico inicial para a realização permitida da pesquisa psicanalítica e que foi dirigido posteriormente por Bleuler e Jung. Forel, Vogt e Frank fundaram em 1909 a Sociedade de Psicologia Médica e Psicoterapia, com intuito de coordenar a psicoterapia científica e ser aberta a todas as teorias: convidaram a tal seus representantes, inclusive Jung e Freud, sem dar prioridade à psicanálise; o primeiro presidente foi Fulgence Raymond. Culminando em 1913, numa conferência de psiquiatria de Breslau, o repúdio às explicações de Freud foi declarado em um consenso entre psiquiatras e psicólogos alemães, incluindo Emil Kraepelin e Wilhelm Stern, em que se rejeitou a cientificidade das inovações freudianas e a alegada originalidade da análise psicoterapêutica, atribuindo a criação desta a Janet.
Buscando um círculo fechado que o afastasse das críticas científicas e afirmasse sua teoria, junto com a internacionalização de sua divulgação, Freud fundou a Associação Psicanalítica Internacional em 1910, inspirado também por Ernest Jones, Jung e Ferenczi. Destacam-se como sucessores teóricos Anna Freud (sua filha) e Melane Klein, particularmente na psicanálise de crianças, ambas inaugurando conceitos que competiam; além daqueles que vieram a se tornar dissidentes e desenvolveram interpretações diferentes da psicanalítica freudiana, passando a ser chamados neofreudianos; os principais sendo Alfred Adler (psicologia individual), Carl G. Jung (psicologia analítica), Otto Rank, Karen Horney, Erik Erikson e Erich Fromm.
Jung era um associado de Freud que mais tarde rompeu com ele sobre a ênfase de Freud na sexualidade. Trabalhando com conceitos do inconsciente observados pela primeira vez durante o século XIX (por John Stuart Mill, Krafft-Ebing, Pierre Janet, Théodore Flournoy e outros), Jung definiu quatro funções mentais que se relacionam e definem o ego, o eu consciente:
1. Sensação, que diz à consciência que algo está lá;
2. Sentimento, que consistem em julgamentos de valor, e motivam nossa reação ao que percebemos sensorialmente;
3. Intelecto, uma função analítica que compara o evento detectado com todos os outros conhecidos e fornece classe e categoria, permitindo entender uma situação dentro de um processo histórico, pessoal ou público;
4. E a intuição, uma função mental com acesso a padrões comportamentais profundos, capaz de sugerir soluções inesperadas ou prever consequências imprevisíveis "como se estivesse vendo atrás dos cantos", como disse Jung.

Jung insistia em uma psicologia empírica na qual as teorias deviam se basear em fatos e não nas projeções ou expectativas do psicólogo.

## Psicologia americana inicial
Por volta de 1875, o professor de fisiologia de Harvard (como era na época), William James, abriu um pequeno laboratório de demonstração de psicologia experimental para uso em seus cursos. O laboratório nunca foi usado, na época, para pesquisas originais, e ainda há controvérsias sobre se deve ou não ser considerado o "primeiro" laboratório de psicologia experimental. Em 1878, James deu uma série de palestras na Universidade Johns Hopkins, intituladas "Os sentidos e o cérebro e sua relação com o pensamento", na qual ele argumentou, contra Thomas Henry Huxley, que a consciência não é epifenomenal, mas deve ter uma função evolutiva, ou não teria sido naturalmente selecionada em humanos. No mesmo ano, James foi contratado por Henry Holt para escrever um livro sobre a "nova" psicologia experimental. Se ele o tivesse escrito rapidamente, teria sido o primeiro livro em inglês sobre o assunto. Passaram doze anos, no entanto, antes que seus dois volumes, Os Princípios da Psicologia, fossem publicados. Enquanto isso, os livros didáticos foram publicados por George Trumbull Ladd, de Yale (1887), e James Mark Baldwin, então, do Lake Forest College (1889).
William James foi um dos fundadores da American Society for Psychical Research em 1885, que estudava fenômenos psíquicos (parapsicologia), antes da criação da Associação Americana de Psicologia em 1892. James também foi presidente da sociedade britânica que inspirou a dos Estados Unidos, a Society for Psychical Research, fundada em 1882, investigando a psicologia e paranormalidade, em tópicos como mediunidade, dissociação, telepatia e hipnose, e que inovou a pesquisa em psicologia, na qual, segundo o historiador da ciência Andreas Sommer, "inventou inovações metodológicas como desenhos de estudos randomizados" e conduziu "os primeiros experimentos investigando a psicologia do testemunho ocular (Hodgson e Davey, 1887), [e] estudos empíricos e conceituais que iluminam os mecanismos de dissociação e hipnotismo"; seus membros também iniciaram e organizaram os primeiros Congressos Internacionais de Psicologia Fisiológica/Experimental.
O cientista William James foi fundamental para a consolidação da psicologia, deixando um legado importante para os funcionalistas, o que fica evidente pela sua compreensão da consciência. O estudioso estava interessado em compreender a sua função e saber como ela teria permitido a adaptação do ser humano ao meio ambiente. Entendia, ainda, que a redução da mente a seus elementos básicos ou a importância dada à estrutura era um exercício irrelevante e artificial, numa crítica à proposta do psicólogo alemão Wilhelm Wundt. Para James, a consciência seria um conjunto de unidades conectadas, marcada pelo fluxo de pensamento, tanto que o pesquisador lança mão das palavras “rio” e “torrente” como metáforas que naturalmente a descreveriam.
Em 1879, Charles Sanders Peirce foi contratado como professor de filosofia na Universidade Johns Hopkins. Embora mais conhecido por seu trabalho astronômico e filosófico, Peirce também conduziu o que talvez sejam os primeiros experimentos de psicologia americana, sobre o tema da visão de cores, publicados em 1877 no American Journal of Science (ver Cadwallader, 1974). Peirce e seu aluno Joseph Jastrow publicaram "Sobre Pequenas Diferenças de Sensação" nas Memórias da Academia Nacional de Ciências, em 1884. Em 1882, Peirce juntou-se à Johns Hopkins através de G. Stanley Hall, que abriu o primeiro laboratório de pesquisa americano dedicado à psicologia experimental em 1883. Peirce foi forçado a sair de sua posição por escândalo e Hall foi premiado como o único professor de filosofia na Johns Hopkins. Em 1887, Hall fundou o American Journal of Psychology, que publicou trabalhos que emanavam principalmente de seu próprio laboratório. Em 1888, Hall deixou seu cargo de professor da Johns Hopkins para a presidência da recém-fundada Universidade Clark, onde permaneceu pelo resto de sua carreira.
Logo, laboratórios de psicologia experimental foram abertos na Universidade da Pensilvânia (em 1887, por James McKeen Cattell), Universidade de Indiana (1888, William Lowe Bryan), Universidade de Wisconsin (1888, Joseph Jastrow), Universidade Clark (1889, Edmund Sanford) ), o McLean Asylum (1889, William Noyes) e a Universidade de Nebraska (1889, Harry Kirke Wolfe). No entanto, foi o Eno Hall da Universidade de Princeton, construído em 1924, que se tornou o primeiro edifício universitário nos Estados Unidos a ser inteiramente dedicado à psicologia experimental quando se tornou o lar do Departamento de Psicologia da universidade.
Em 1890, The Principles of Psychology, de William James, finalmente apareceu, e rapidamente se tornou o livro mais influente da história da psicologia americana. Ele lançou muitas das bases para os tipos de perguntas em que os psicólogos americanos se concentrariam nos próximos anos. Os capítulos do livro sobre consciência, emoção e hábito foram particularmente marcantes.
Um dos que sentiram o impacto dos Princípios de James foi John Dewey, então professor de filosofia da Universidade de Michigan. Com seus colegas juniores, James Hayden Tufts (que fundou o laboratório de psicologia em Michigan) e George Herbert Mead, e seu aluno James Rowland Angell, esse grupo começou a reformular a psicologia, concentrando-se mais fortemente no ambiente social e na atividade da mente e do comportamento do que a psicologia fisiológica de Wundt e seus seguidores, inspirada na psicofísica, tinha feito até então. Tufts deixou Michigan para outro cargo júnior na recém-fundada Universidade de Chicago em 1892. Um ano depois, o filósofo sênior em Chicago, Charles Strong, renunciou e Tufts recomendou ao presidente da universidade William Rainey Harper que o cargo fosse oferecido a Dewey. Após relutância inicial, Dewey foi contratado em 1894. Dewey logo preencheu o departamento com seus companheiros de Michigan, Mead e Angell. Esses quatro formaram o núcleo da Escola de Psicologia de Chicago.
Em 1892, G. Stanley Hall convidou 30 psicólogos e filósofos para uma reunião em Clark com o objetivo de fundar uma nova Associação Americana de Psicologia (APA). (Sobre a história da APA, veja Evans, Staudt Sexton e Cadwallader, 1992.) A primeira reunião anual da APA foi realizada no final daquele ano, organizada por George Stuart Fullerton na Universidade da Pensilvânia. Quase imediatamente surgiu tensão entre os membros experimental e filosoficamente inclinados da APA. Edward Bradford Titchener e Lightner Witmer lançaram uma tentativa de estabelecer uma "Seção" separada para apresentações filosóficas ou de expulsar completamente os filósofos. Após quase uma década de debate, uma Associação Filosófica Ocidental foi fundada e realizou sua primeira reunião em 1901 na Universidade de Nebraska. No ano seguinte (1902), uma Associação Filosófica Americana realizou sua primeira reunião na Universidade de Columbia. Estas se tornaram as divisões central e oriental da moderna Associação Filosófica Americana.
Em 1894, vários psicólogos, descontentes com as políticas editoriais paroquiais do American Journal of Psychology, abordaram Hall sobre a nomeação de um conselho editorial e a abertura da revista a mais psicólogos fora do círculo imediato de Hall. Hall recusou, assim James McKeen Cattell (então de Columbia) e James Mark Baldwin (então de Princeton) cofundaram uma nova revista, a Psychological Review, que rapidamente se tornou uma grande saída para os pesquisadores psicológicos americanos.
A partir de 1895, James Mark Baldwin (Princeton, Hopkins) e Edward Bradford Titchener (Cornell) entraram em uma disputa cada vez mais amarga sobre a interpretação correta de algumas descobertas anômalas no tempo de reação que vieram do laboratório de Wundt (originalmente relatadas por Ludwig Lange e James McKeen Cattell). Em 1896, James Rowland Angell e Addison W. Moore (Chicago) publicaram uma série de experimentos na Psychological Review, parecendo mostrar que Baldwin era o mais correto dos dois. No entanto, eles interpretaram suas descobertas à luz da nova abordagem de John Dewey à psicologia, que rejeitou o entendimento tradicional de resposta a estímulos do arco reflexo em favor de uma explicação "circular" na qual o que serve como "estímulo" e o que de "resposta" depende de como se vê a situação. A posição completa foi apresentada no artigo de referência de Dewey, "O conceito do arco reflexo na psicologia", que também apareceu na Psychological Review em 1896.
Titchener respondeu na Philosophical Review (1898, 1899) ao distinguir sua austera abordagem "estrutural" da psicologia do que chamou de abordagem "funcional" mais aplicada do grupo de Chicago e, assim, iniciou a primeira grande ruptura teórica na psicologia americana entre estruturalismo e funcionalismo. O grupo de Columbia, liderado por James McKeen Cattell, Edward L. Thorndike e Robert S. Woodworth, era frequentemente considerado como uma segunda (depois de Chicago) "escola" de Funcionalismo Americano (ver, por exemplo, Heidbredder, 1933), embora nunca utilizaram esse termo por conta própria, porque suas pesquisas se concentraram nas áreas aplicadas de teste mental, aprendizado e educação. Dewey foi eleito presidente da APA em 1899, enquanto Titchener deixou de ser membro da associação. (Em 1904, Titchener formou seu próprio grupo, conhecido como Sociedade de Psicólogos Experimentais.) Jastrow promoveu a abordagem funcionalista em seu discurso presidencial da APA em 1900, e Angell adotou o rótulo de Titchener explicitamente em seu influente livro didático de 1904 e em seu discurso presidencial da APA de 1906. Na realidade, o estruturalismo estava mais ou menos confinado a Titchener e seus alunos. (Foi o ex-aluno de Titchener, E. G. Boring, escrevendo A History of Experimental Psychology [1929–1950, o livro mais influente do século 20 sobre a disciplina]), que lançou a ideia comum de que o debate estruturalismo/funcionalismo era o principal falha na psicologia americana na virada do século 20.) O funcionalismo, de um modo geral, com sua ênfase mais prática na ação e na aplicação, melhor se adequava ao "estilo" cultural americano e, talvez mais importante, era mais atraente para os curadores universitários pragmáticos  e agências de financiamento privadas.

## Francesa inicial
Jules Baillarger fundou a Société Médico-Psychologique em 1847, uma das primeiras associações do tipo e que publicava os Annales Médico-Psychologiques. A França já tinha uma tradição pioneira no estudo psicológico, e destaca-se no início do século a publicação Précis d'un cours de psychologie ("Resumo de um Curso de Psicologia"), por Adolphe Garnier, que também publicou o Traité des facultés de l'âme, comprenant l'histoire des principales théories psychologiques ("Tratado das faculdades da Alma, compreendendo a história das principais teorias psicológicas") em 1852. Garnier foi chamado de "o melhor monumento da ciência psicológica de nosso tempo" pela Revue des Deux Mondes em 1864.
Em grande parte por causa do conservadorismo do reinado de Louis Napoléon (presidente, 1848-1852; imperador como "Napoléon III", 1852-1870), a filosofia acadêmica na França em meados do século XIX que era controlada por membros das escolas ecléticas e espiritualistas foi duramente combatida com a ascensão deste que voltou a dar plenos poderes para a Igreja em termos educacionais. Assim o legado e a construção de uma psicologia espiritualista por figuras como Victor Cousin (1792-1867), Thédodore Jouffroy (1796-1842) e Paul Janet (1823-1899) caiu no ostracismo. Paul Janet, o último deles foi um filósofo que lançou um tratado filosófico de psicologia (traduzido em português e publicado no Brasil em 1885) e era tio de Pierre Janet, tendo proposto o problema da sugestão pós-hipnótica e criticado a dupla consciência (dédoublement) defendida por Pierre nas dissociações. Essas eram escolas metafísicas tradicionais, em oposição a considerar a psicologia como uma ciência natural. Com a expulsão de Napoleão III, após o desastre da guerra franco-prussiana, novos caminhos, políticos e intelectuais, tornaram-se possíveis. A partir de 1870, um interesse cada vez maior por abordagens positivistas, materialistas, evolutivas e determinísticas da psicologia desenvolveu, influenciada, entre outros, pelo trabalho de Hyppolyte Taine (1828-1893) (por exemplo, De L'Intelligence, 1870) e Théodule Ribot (1839-1916) (por exemplo, La Psychologie Anglaise Contemporaine, 1870).
Em 1876, Ribot fundou o Revue Philosophique (no mesmo ano em que Mind foi fundada na Grã-Bretanha), que para a próxima geração seria praticamente a única saída francesa para a "nova" psicologia (Plas, 1997). Embora ele próprio não fosse um experimentalista, os muitos livros de Ribot deveriam ter profunda influência na próxima geração de psicólogos. Estes incluíram especialmente o L'Hérédité Psychologique (1873) e La Psychologie Allemande Contemporaine (1879). Na década de 1880, os interesses de Ribot voltaram-se para a psicopatologia, escrevendo livros sobre distúrbios da memória (1881), vontade (1883) e personalidade (1885), e onde ele tentou trazer para esses tópicos os insights da psicologia geral. Embora em 1881 ele tenha perdido um cargo de professor da Sorbonne em História das Doutrinas Psicológicas para o tradicionalista Jules Soury (1842-1915), de 1885 a 1889 ele ensinou psicologia experimental na Sorbonne. Em 1889, foi premiado com uma cadeira no Collège de France em Psicologia Experimental e Comparada, que ocupou até 1896 (Nicolas, 2002).
A força psicológica primária da França residia no campo da psicopatologia. O neurologista chefe do Hospital Salpêtrière em Paris, Jean-Martin Charcot (1825-1893), usava a prática de hipnose recentemente revivida e renomeada (veja acima) para "experimentalmente" produzir sintomas histéricos em alguns de seus pacientes. Dois de seus alunos, Alfred Binet (1857-1911) e Pierre Janet (1859-1947), adotaram e expandiram essa prática em seu próprio trabalho.
Em 1889, Binet e seu colega Henri Beaunis (1830-1921) co-fundaram, na Sorbonne, o primeiro laboratório de psicologia experimental da França. Apenas cinco anos depois, em 1894, Beaunis, Binet e um terceiro colega, Victor Henri (1872–1940), co-fundaram a primeira revista francesa dedicada à psicologia experimental, L'Année Psychologique. Nos primeiros anos do século XX, o governo francês solicitou a Binet o desenvolvimento de um método para o recém criado sistema de ensino público universal, para identificar estudantes que precisariam de assistência extra para dominar o currículo padronizado. Em resposta, com seu colaborador Théodore Simon (1873–1961), ele desenvolveu o Teste de Inteligência Binet-Simon, publicado pela primeira vez em 1905 (revisado em 1908 e 1911). Embora o teste tenha sido utilizado na França, ele teria seu maior sucesso (e controvérsia) nos Estados Unidos, onde foi traduzido para o inglês por Henry H. Goddard (1866–1957), diretor da Escola de Treinamento para Mentes Fracas em Vineland, Nova Jersey, e sua assistente, Elizabeth Kite (uma tradução da edição de 1905 apareceu no Vineland Bulletin em 1908, mas muito mais conhecida foi a tradução de Kite da edição de 1908 da edição de 1908, que apareceu em forma de livro). O teste traduzido foi usado por Goddard para avançar sua agenda de eugenia em relação àqueles que ele considerava congenitamente fracos, especialmente imigrantes de países da Europa não ocidental. O teste de Binet foi revisado pelo professor de Stanford Lewis M. Terman (1877–1956) no teste de QI Stanford-Binet em 1916. Com a morte de Binet em 1911, o laboratório Sorbonne e o L'Année Psychologique passaram para Henri Piéron (1881–1964). A orientação de Piéron era mais fisiológica que a de Binet.
Pierre Janet tornou-se o psiquiatra líder na França, sendo nomeado para Salpêtrière (1890-1894), Sorbonne (1895-1920) e Collège de France (1902-1936). Em 1904, ele co-fundou o Journale de Psychologie Normale et Pathologique com o colega professor de Sorbonne Georges Dumas (1866-1946), um estudante e seguidor fiel de Ribot. Enquanto o professor de Janet, Charcot, havia se concentrado nas bases neurológicas da histeria, Janet estava preocupado em desenvolver uma abordagem científica da psicopatologia como um distúrbio mental. Sua teoria de que a patologia mental resulta do conflito entre partes inconscientes e conscientes da mente e que o conteúdo mental inconsciente pode emergir como sintomas com significados simbólicos levaram a uma disputa pública prioritária com Sigmund Freud. Janet cunhou o termo "dissociação", e o historiador Henri F. Ellenberger em seu livro A descoberta do inconsciente aponta ele como prioritário a Freud e Breuer na descrição do inconsciente em processos e ideias "subconscientes" como base da chamada histeria.

## Britânica inicial
Embora os britânicos tivessem o primeiro periódico acadêmico dedicado ao tópico da psicologia - Mind, fundado em 1876 por Alexander Bain e editado por George Croom Robertson - demorou muito tempo até que a psicologia experimental se desenvolvesse lá para desafiar a forte tradição da "filosofia mental." Os relatórios experimentais que apareceram em Mind nas duas primeiras décadas de sua existência foram quase inteiramente de autoria de americanos, especialmente G. Stanley Hall e seus alunos (notavelmente Henry Herbert Donaldson) e James McKeen Cattell.
O laboratório antropométrico de Francis Galton (1822–1911) foi aberto em 1884. Lá, as pessoas foram testadas em uma ampla variedade de atributos físicos (por exemplo, força do sopro) e perceptivos (por exemplo, acuidade visual). Em 1886, Galton foi visitado por James McKeen Cattell, que mais tarde adaptaria as técnicas de Galton no desenvolvimento de seu próprio programa de pesquisa em testes mentais nos Estados Unidos. Galton, no entanto, não era primariamente um psicólogo. Os dados que ele acumulou no laboratório antropométrico foram principalmente para apoiar seu caso de eugenia. Para ajudar a interpretar os montantes de dados que ele acumulou, Galton desenvolveu várias técnicas estatísticas importantes, incluindo os precursores do gráfico de dispersão e o coeficiente de correlação produto-momento (aperfeiçoado posteriormente por Karl Pearson, 1857-1936).
Logo depois, Charles Spearman (1863-1945) desenvolveu o procedimento estatístico baseado em correlação da análise fatorial no processo de construção de um argumento para sua teoria da inteligência de dois fatores, publicada em 1901. Spearman acreditava que as pessoas têm um nível inato de inteligência geral ou g que pode ser cristalizado em uma habilidade específica em qualquer uma das áreas de conteúdo restrito (s) ou inteligência específica.
A psicologia de laboratório do tipo praticada na Alemanha e nos Estados Unidos demorou a chegar à Grã-Bretanha. Embora o filósofo James Ward (1843–1925) tenha instado a Universidade de Cambridge a estabelecer um laboratório de psicofísica a partir de meados da década de 1870, não foi até 1891 que eles investiram tanto quanto £50 em algum aparelho básico (Bartlett, 1937). Um laboratório foi criado com a assistência do departamento de fisiologia em 1897 e uma conferência em psicologia foi estabelecida pela primeira vez na W. H. R. Rivers (1864–1922). Logo Rivers juntou-se a C. S. Myers (1873-1946) e William McDougall (1871-1938). Esse grupo mostrou tanto interesse em antropologia quanto em psicologia, acompanhando Alfred Cort Haddon (1855-1940) na famosa expedição do Estreito de Torres em 1898.
Em 1901, a Sociedade Psicológica foi estabelecida (que se renomeou a Sociedade Psicológica Britânica em 1906) e, em 1904, Ward e Rivers co-fundaram o British Journal of Psychology.

## Russa inicial
Na medida em que a psicologia era considerada a ciência da alma e institucionalmente parte dos cursos de filosofia nas escolas de teologia, a psicologia estava presente na Rússia a partir da segunda metade do século XVIII. Por outro lado, se por psicologia queremos dizer uma disciplina separada, com cadeiras para universidades e as pessoas empregadas como psicólogos, só apareceram depois da Revolução de Outubro. Mesmo assim, até o final do século XIX, muitos tipos diferentes de atividades chamadas psicologia se espalharam na filosofia, ciências naturais, literatura, medicina, educação, prática jurídica e até ciência militar. A psicologia era tanto um recurso cultural quanto uma área definida da academia.
A pergunta "Quem deve desenvolver a psicologia e como?" era tão importante que Ivan Sechenov, fisiologista e médico por formação e professor de instituições de ensino superior, escolheu-a como título para um ensaio em 1873. Sua pergunta era retórica, pois ele já estava convencido de que a fisiologia era a base científica sobre a qual construir a psicologia. A resposta ao ensaio popular de Sechenov incluiu uma, de 1872 a 1873, de um professor liberal de direito, Konstantin Kavelin. Ele apoiou um desenho psicológico de materiais etnográficos sobre caráter nacional, um programa que existia desde 1847, quando a divisão etnográfica da recém-criada Sociedade Geográfica Russa circulou um pedido de informações sobre o modo de vida das pessoas, incluindo “habilidades intelectuais e morais". Isso fazia parte de um debate mais amplo sobre caráter nacional, recursos nacionais e desenvolvimento nacional, no contexto em que um proeminente linguista, Alexander Potebnja, começou, em 1862, a publicar estudos sobre a relação entre mentalidade e linguagem.
Embora fossem os departamentos de história e filologia que tradicionalmente ministravam cursos de psicologia, foram as escolas de medicina que introduziram os laboratórios de psicologia e os cursos de psicologia experimental. Já nas décadas de 1860 e 1870, I. M. Balinskii (1827-1902) na Academia Militar-Cirúrgica (que mudou seu nome na década de 1880 para Academia Médica Militar) em São Petersburgo e Sergey Korsakov, psiquiatra da Universidade de Moscou, começou para comprar aparelhos psicométricos. Vladimir Bekhterev criou o primeiro laboratório - um espaço especial para experimentos psicológicos - em Kazan, em 1885. Em uma reunião da Sociedade Psicológica de Moscou em 1887, os psiquiatras Grigory Rossolimo e Ardalion Tokarskii (1859–1901) demonstraram os experimentos e a hipnose de Wundt. Em 1895, Tokarskii montou um laboratório psicológico na clínica psiquiátrica da universidade de Moscou, com o apoio de seu chefe, Korsakov, para ensinar futuros psiquiatras sobre o que ele promoveu como técnicas novas e necessárias.
Em janeiro de 1884, os filósofos Matvei Troitskii e Iakov Grot fundaram a Sociedade Psicológica de Moscou. Eles queriam discutir questões filosóficas, mas como qualquer coisa chamada "filosófica" poderia atrair desaprovação oficial, eles usavam "psicológico" como eufemismo. Na Sociedade, se destacou Lev Lopatin (1855-1920), dentro da tendência teórica do idealismo russo. Segundo o professor Vasili Zenkovski, "Lopatin pode ser chamado—sem exagero—o mais destacado psicólogo russo; seus artigos sobre questões gerais e específicas da psicologia permanecem de grande importância até hoje".
Em 1907, Georgy Chelpanov anunciou um curso de três anos em psicologia baseado em trabalho de laboratório e um seminário de ensino bem estruturado. Nos anos seguintes, Chelpanov viajou pela Europa e Estados Unidos para conhecer institutos existentes; o resultado foi um luxuoso prédio de quatro andares para o Instituto Psicológico de Moscou, com laboratórios bem equipados, inaugurado formalmente em 23 de março de 1914.
No início do século XX, os experimentos de comportamento e condicionamento de Ivan Pavlov se tornaram a contribuição russa mais reconhecida internacionalmente. Com a criação da União Soviética, a ideologia estatal promoveu uma tendência da psicologia para um reducionismo reflexologista de Bekhterev e para o materialismo histórico, suprimindo filósofos e psicólogos idealistas. Destacou-se também Sergei Rubinstein, e Alexei Leontiev, Lev Vygostky e Alexander Luria formaram um grupo que adotava um paradigma socio-histórico determinista; devido à censura soviética, muitas obras de Vygotsky não foram publicadas cronologicamente. O lysenkoismo afetou a ciência russa, que sofria expurgo a partir de 1930.

## Segunda geração alemã

### Escola de Würzburg
Em 1896, um dos ex-assistentes de laboratório de Wilhelm Wundt em Leipzig, Oswald Külpe (1862-1915), fundou um novo laboratório em Würzburg. Külpe logo se cercou de vários psicólogos mais jovens, a chamada Escola de Würzburg, principalmente Narziß Ach (1871-1946), Karl Bühler (1879-1963), Ernst Dürr (1878-1913), Karl Marbe (1869-1953) e Henry Jackson Watt (1879-1925). Coletivamente, eles desenvolveram uma nova abordagem à experimentação psicológica que decolou diante de muitas das restrições de Wundt. Wundt havia feito uma distinção entre o velho estilo filosófico de auto-observação (Selbstbeobachtung ), no qual se introspectava por longas durações em processos de pensamento mais elevados, e a percepção interior (innere Wahrnehmung), na qual se podia perceber imediatamente uma sensação momentânea, sentimento, ou imagem (Vorstellung). O primeiro foi declarado impossível por Wundt, que argumentou que o pensamento superior não podia ser estudado experimentalmente através de introspecção prolongada, mas apenas humanisticamente através da Völkerpsychologie (psicologia popular). Somente o último era um assunto apropriado para experimentação.
Os Würzburgers, por outro lado, projetaram experimentos nos quais o sujeito experimental era apresentado com um estímulo complexo (por exemplo, um aforismo nietzschiano ou um problema lógico) e depois de processá-lo por um tempo (por exemplo, interpretando o aforismo ou resolvendo o problema), retrospectivamente relatou ao experimentador tudo o que havia passado por sua consciência durante o intervalo. No processo, os Würzburgers alegaram ter descoberto vários elementos novos da consciência (além das sensações, sentimentos e imagens de Wundt), incluindo Bewußtseinslagen (conjuntos conscientes), Bewußtheiten (consciências) e Gedanken (pensamentos). Na literatura em língua inglesa, esses são frequentemente chamados de "pensamentos sem imagem", e o debate entre Wundt e os Würzburgers, a "controvérsia do pensamento sem imagem".
Wundt se referiu aos estudos dos Würzburgers como experimentos "falsos" e os criticou vigorosamente. O estudante de inglês mais importante de Wundt, Edward Bradford Titchener, na época trabalhando em Cornell, interveio na disputa, alegando ter realizado estudos introspectivos estendidos nos quais ele foi capaz de resolver os pensamentos sem imagem dos Würzburgers em sensações, sentimentos e imagens. Paradoxalmente, ele usou um método que Wundt não aprovou para afirmar a visão de Wundt sobre a situação.
Diz-se frequentemente que o debate de pensamento sem imagem foi fundamental para minar a legitimidade de todos os métodos introspectivos da psicologia experimental e, finalmente, para provocar a revolução comportamental na psicologia americana. Não ficou sem seu próprio legado atrasado, no entanto. Herbert A. Simon (1981) cita o trabalho de um psicólogo de Würzburg em particular, Otto Selz (1881-1943), por tê-lo inspirado a desenvolver seus famosos algoritmos de computador para solução de problemas (como Logic Theorist e General Problem Solver) e seu método "pensar em voz alta" para análise de protocolo. Além disso, Karl Popper estudou psicologia sob Bühler e Selz e parece ter trazido parte de sua influência, não atribuída, à sua filosofia da ciência.

### Psicologia da Gestalt
Enquanto os Würzburgers debateram com Wundt principalmente sobre questões de método, outro movimento alemão, centrado em Berlim, discordou da suposição generalizada de que o objetivo da psicologia deveria ser transformar a consciência em supostos elementos básicos. Em vez disso, eles argumentaram que o "todo" psicológico tem prioridade e que as "partes" são definidas pela estrutura do todo, e não vice-versa. Assim, a escola foi nomeada Gestalt, um termo alemão que significa aproximadamente "forma" ou "configuração". Foi liderado por Max Wertheimer (1880–1943), Wolfgang Köhler (1887–1967) e Kurt Koffka (1886–1941). Wertheimer havia estudado o filósofo austríaco Christian von Ehrenfels (1859–1932), que alegou que, além dos elementos sensoriais de um objeto percebido, há um elemento extra que, embora em algum sentido derivado da organização do padrão elementos sensoriais, também deve ser considerado como um elemento em si. Ele chamou esse elemento extra de Gestalt-qualität ou "qualidade da forma". Por exemplo, quando alguém ouve uma melodia, ouve as notas mais algo além delas que as une em uma música – a Gestalt-qualität. É a presença dessa Gestalt-qualität que, segundo Von Ehrenfels, permite que uma música seja transposta para um novo tom, usando notas completamente diferentes, mas ainda mantendo sua identidade. Wertheimer adotou a linha mais radical de que "o que me é dado pela melodia não surge... como um processo secundário a partir da soma das peças como tal. Em vez disso, o que ocorre em cada parte já depende do que é o todo" (1925/1938). Em outras palavras, ouve-se a melodia primeiro e só então pode dividi-la perceptivamente em notas. Da mesma forma, na visão, vê-se primeiro a forma do círculo   - é dado "imediatamente" (ou seja, sua apreensão não é mediada por um processo de soma parcial). Somente após essa apreensão primária é possível notar que ela é composta de linhas, pontos ou estrelas.
A Gestalt-Teoria foi oficialmente iniciada em 1912 em um artigo de Wertheimer sobre o fenómeno phi; uma ilusão perceptiva na qual duas luzes estacionárias, mas piscando alternadamente, parecem ser uma única luz movendo-se de um local para outro. Ao contrário da opinião popular, seu principal objetivo não era o behaviorismo, pois ainda não era uma força na psicologia. O objetivo de suas críticas eram, antes, as psicologias atomísticas de Hermann von Helmholtz (1821-1894), Wilhelm Wundt (1832-1920) e outros psicólogos europeus da época.
Os dois homens que serviram como sujeitos de Wertheimer no experimento phi foram Köhler e Koffka. Köhler era um especialista em acústica física, tendo estudado com o físico Max Planck (1858–1947), mas havia se formado em psicologia com Carl Stumpf (1848–1936). Koffka também era aluno de Stumpf, tendo estudado fenômenos de movimento e aspectos psicológicos do ritmo. Em 1917, Köhler (1917/1925) publicou os resultados de quatro anos de pesquisa sobre aprendizado em chimpanzés. Köhler mostrou, contrariamente às alegações da maioria dos outros teóricos da aprendizagem, que os animais podem aprender por "súbita percepção" da "estrutura" de um problema, além da maneira associativa e incremental de aprendizagem que Ivan Pavlov (1849–1936) e Edward Lee Thorndike (1874–1949) havia demonstrado com cães e gatos, respectivamente.
Os termos "estrutura" e "organização" eram focais para os psicólogos da Gestalt. Dizia-se que os estímulos tinham uma certa estrutura, eram organizados de uma certa maneira, e que é para essa organização estrutural, e não para os elementos sensoriais individuais, que o organismo responde. Quando um animal é condicionado, ele não responde simplesmente às propriedades absolutas de um estímulo, mas a suas propriedades em relação ao ambiente. Para usar um exemplo favorito de Köhler, se condicionado a responder de certa maneira à mais clara de duas cartas cinzas, o animal generaliza a relação entre os dois estímulos, em vez das propriedades absolutas do estímulo condicionado: ele responderá à mais clara das duas cartas nos ensaios subsequentes, mesmo que o cartão mais escuro do teste seja da mesma intensidade que o mais leve dos testes de treinamento originais.
Em 1921, Koffka publicou um texto voltado para a Gestalt sobre psicologia do desenvolvimento, Growth of the Mind. Com a ajuda do psicólogo americano Robert Ogden, Koffka apresentou o ponto de vista da Gestalt a um público americano em 1922 por meio de um artigo no Psychological Bulletin. Contém críticas às explicações atuais de vários problemas de percepção e as alternativas oferecidas pela escola da Gestalt. Koffka mudou-se para os Estados Unidos em 1924, estabelecendo-se no Smith College em 1927. Em 1935, Koffka publicou seus Princípios da Psicologia Gestalt. Este livro expôs a visão da Gestalt do empreendimento científico como um todo. A ciência, disse ele, não é o simples acúmulo de fatos. O que torna a pesquisa científica é a incorporação de fatos em uma estrutura teórica. O objetivo dos Gestaltistas era integrar os fatos de natureza inanimada, vida e mente em uma única estrutura científica. Isso significava que a ciência teria que engolir não apenas o que Koffka chamou de fatos quantitativos da ciência física, mas os fatos de duas outras "categorias científicas": questões de ordem e questões de Sinn, uma palavra alemã que foi traduzida de várias maneiras como significância, valor e significado. Sem incorporar o significado da experiência e do comportamento, Koffka acreditava que a ciência se condenaria a trivialidades em sua investigação dos seres humanos.
Tendo sobrevivido ao ataque dos nazistas até meados da década de 1930, todos os membros principais do movimento Gestalt foram forçados a sair da Alemanha para os Estados Unidos em 1935. Köhler publicou outro livro, Dynamics in Psychology, em 1940, mas depois o movimento Gestalt sofreu uma série de contratempos. Koffka morreu em 1941 e Wertheimer em 1943. O tão esperado livro de Wertheimer sobre resolução de problemas matemáticos, Productive Thinking, foi publicado postumamente em 1945, mas agora Köhler foi deixado para guiar o movimento sem seus dois colegas de longa data.

## Surgimento do behaviorismo na América
Como resultado da conjunção de vários eventos no início do século XX, o behaviorismo gradualmente emergiu como a escola dominante na psicologia americana. A primeira delas foi o crescente ceticismo com o qual muitos encaravam o conceito de consciência: embora ainda considerado o elemento essencial que separa a psicologia da fisiologia, sua natureza subjetiva e o método introspectivo não confiável que parecia requerer incomodavam muitos. O artigo de 1904 do Journal of Philosophy, de William James... "A consciência existe?", expôs as preocupações explicitamente.
O segundo foi o aumento gradual de uma rigorosa psicologia animal. Além do trabalho de Edward Lee Thorndike com gatos em caixas de quebra-cabeças em 1898, Willard Small (1900, 1901 no American Journal of Psychology) iniciou os estudos em que ratos aprendem a navegar por labirintos. O artigo de Robert M. Yerkes no Journal of Philosophy de 1905... "Animal Psychology and the Criteria of the Psychic" levantou a questão geral de quando alguém tem o direito de atribuir a consciência a um organismo. Os anos seguintes viram o surgimento de John Broadus Watson (1878–1959) como ator importante, publicando sua dissertação sobre a relação entre desenvolvimento neurológico e aprendizado no rato branco (1907, Psychological Review Monograph Supplement; Carr & Watson, 1908, J. Comparative Neurology & Psychology). Outro estudo importante em ratos foi publicado por Henry H. Donaldson (1908, J. Comparative Neurology & Psychology). O ano de 1909 viu o primeiro relato em inglês dos estudos de condicionamento de Ivan Pavlov em cães (Yerkes & Morgulis, 1909, Psychological Bulletin).
Um terceiro fator foi a ascensão de Watson a uma posição de poder significativo dentro da comunidade psicológica. Em 1908, Watson recebeu uma posição júnior na Johns Hopkins por James Mark Baldwin. Além de chefiar o departamento Johns Hopkins, Baldwin foi o editor dos periódicos influentes, Psychological Review e Psychological Bulletin. Apenas alguns meses após a chegada de Watson, Baldwin foi forçado a renunciar ao cargo de professor devido a escândalo. De repente, Watson foi nomeado chefe do departamento e editor dos diários de Baldwin. Ele decidiu usar essas ferramentas poderosas para revolucionar a psicologia à imagem de sua própria pesquisa. Em 1913, ele publicou na Psychological Review o artigo que costuma ser chamado de "manifesto" do movimento behaviorista, "A psicologia como o behaviorista o vê". Nele, ele argumentou que a psicologia "é um ramo experimental puramente objetivo da ciência natural", "a introspecção não faz parte essencial de seus métodos..." e "O behaviorista... não reconhece nenhuma linha divisória entre homem e bruto". No ano seguinte, 1914, seu primeiro livro, Behavior, foi publicado. Embora o behaviorismo tenha demorado algum tempo para ser aceito como uma abordagem abrangente (ver Samelson, 1981) (em grande parte por causa da intervenção da Primeira Guerra Mundial), na década de 1920, a revolução de Watson já estava em andamento. O princípio central do behaviorismo inicial era que a psicologia deveria ser uma ciência do comportamento, não da mente, e rejeitar estados mentais internos, como crenças, desejos ou objetivos. O próprio Watson, no entanto, foi forçado a sair de Johns Hopkins por escândalo em 1920. Embora ele tenha continuado a publicar durante a década de 1920, ele acabou se mudando para uma carreira em publicidade (ver Coon, 1994).
Entre os behavioristas que continuaram, houve várias divergências sobre a melhor maneira de proceder. Neocomportamentalistas como Edward C. Tolman, Edwin Guthrie, Clark L. Hull e B. F. Skinner debateram questões como (1) se reformular o vocabulário psicológico tradicional em termos comportamentais ou descartá-lo em favor de um esquema totalmente novo, (2) se a aprendizagem ocorre de uma só vez ou gradualmente, (3) se os impulsos biológicos devem ser incluídos na nova ciência para fornecer uma "motivação" para o comportamento, e (4) até que ponto qualquer estrutura teórica é necessária acima dos efeitos medidos de reforço e punição na aprendizagem. No final da década de 1950, a formulação de Skinner havia se tornado dominante e continua sendo parte da disciplina moderna sob a rubrica de Análise do Comportamento. Sua aplicação (Análise Aplicada do Comportamento) tornou-se um dos campos mais úteis da psicologia.
O behaviorismo foi o modelo experimental ascendente para pesquisas em psicologia durante grande parte do século XX, em grande parte devido à criação e aplicação bem-sucedida (principalmente das propagandas) de teorias condicionantes como modelos científicos do comportamento humano.

## Segunda geração francófona

### Escola de Genebra
Em 1918, Jean Piaget (1896–1980) afastou-se de seu treinamento inicial em história natural e começou o trabalho de pós-doutorado em psicanálise em Zurique. Em 1919, ele se mudou para Paris para trabalhar no Laboratório Binet-Simon. No entanto, Binet morreu em 1911 e Simon viveu e trabalhou em Rouen. Sua supervisão, portanto, veio (indiretamente) de Pierre Janet, antigo rival de Binet e professor do Collège de France.
O trabalho em Paris era relativamente simples: usar as técnicas estatísticas que aprendeu como historiador natural, estudando moluscos, para padronizar o teste de inteligência de Cyril Burt para uso em crianças francesas. No entanto, sem supervisão direta, ele logo encontrou um remédio para esse trabalho tedioso: explorar por que as crianças cometiam os erros que cometeram. Aplicando seu treinamento inicial em entrevistas psicanalíticas, Piaget começou a intervir diretamente com as crianças: "Por que você fez isso?" (etc.) Foi a partir disso que as ideias formalizadas em sua teoria de estágios posterior surgiram pela primeira vez.
Em 1921, Piaget mudou-se para Genebra para trabalhar com Édouard Claparède no Instituto Rousseau. Eles formaram o que hoje é conhecido como a Escola de Genebra.
Em 1936, Piaget recebeu seu primeiro doutorado honorário em Harvard.
Em 1955, foi fundado o Centro Internacional de Epistemologia Genética: uma colaboração interdisciplinar de teóricos e cientistas, dedicada ao estudo de tópicos relacionados à teoria de Piaget.
Em 1969, Piaget recebeu o prêmio "contribuições científicas distintas" da American Psychological Association.

## Cognitivismo
A revisão de Noam Chomsky (1957) do livro de Skinner, Verbal Behavior (que visava explicar a aquisição da linguagem em uma estrutura behaviorista) é considerada um dos principais desafios teóricos ao tipo de behaviorismo radical (como 'raiz') ensinado por Skinner. Chomsky afirmou que a linguagem não poderia ser aprendida apenas com o tipo de condicionamento operante que Skinner postulou. O argumento de Chomsky era que as pessoas podiam produzir uma variedade infinita de sentenças únicas em estrutura e significado e que elas não podiam ser geradas apenas através da experiência da linguagem natural. Como alternativa, ele concluiu que deve haver estruturas mentais internas - estados de espírito do tipo que o behaviorismo rejeitou como ilusório. A questão não é se existem atividades mentais; é se eles podem ser as causas do comportamento. Da mesma forma, o trabalho de Albert Bandura mostrou que as crianças podiam aprender por observação social, sem nenhuma mudança de comportamento manifesto, e assim (segundo ele) deve ser explicado por representações internas.
O surgimento da tecnologia de computador também promoveu a metáfora da função mental como processamento de informações. Isso, combinado com uma abordagem científica para estudar a mente, bem como uma crença em estados mentais internos, levou ao surgimento do cognitivismo como modelo dominante da mente.
Os vínculos entre as funções do cérebro e do sistema nervoso também estavam se tornando comuns, em parte devido ao trabalho experimental de pessoas como Charles Sherrington e Donald Hebb, e em parte devido a estudos de pessoas com lesão cerebral (neuropsicologia cognitiva). Com o desenvolvimento de tecnologias para medir com precisão a função cerebral, a neuropsicologia e a neurociência cognitiva tornaram-se algumas das áreas mais ativas da psicologia contemporânea.
Com o crescente envolvimento de outras disciplinas (como filosofia, ciência da computação e neurociência) na busca pela compreensão da mente, a disciplina abrangente da ciência cognitiva foi criada como um meio de concentrar esses esforços de maneira construtiva.

## Revistas acadêmicas
Existem três "periódicos principais" onde são publicadas histórias de psicologia especializadas:
- History of Psychology
- Journal of the History of the Behavioral Sciences
- History of the Human Sciences

Além do mais, há um grande número de "periódicos amigáveis", onde é possível encontrar material histórico. Estes são em geral discutidos na disciplina de História da Psicologia.

### Sociedades e associações acadêmicas
- SBHP: Sociedade Brasileira de História da Psicologia
- Cheiron: The International Society for the History of Behavioral & Social Sciences
- European Society for the History of the Human Sciences
- Forum for the History of Human Science
- History & Philosophy Section of the British Psychological Society
- History & Philosophy of Psychology Section of the Canadian Psychological Association
- Society for the History of Psychology (American Psychological Association Division 26)

### Recursos da Internet
- History of Psychology History of Psychology - Poster com visão geral ilustrada.
- História da Psicologia - site com recursos em português

### Livros eletrônicos
- História da Psicologia: rumos e percursos - livro publicado em português
- The History of Psychology - texto eletrônico sobre o histórico e o contexto filosófico da psicologia por C. George Boeree
- Mind and Body: René Descartes to William James e-text de Robert H. Wozniak
- Capítulo de History of Psychology Textbook

### Coleções de textos de fonte primária
- Classics in the History of Psychology - textos completos on-line de mais de 250 artigos de fonte primária historicamente significativos, capítulos e livros, ed. por Christopher D. Green
- The Mead Project - coleção de escritos de George Herbert Mead e outros pensadores relacionados (por exemplo, Dewey, James, Baldwin, Cooley, Veblen, Sapir), ed. por Lloyd Gordon Ward e Robert Throop
- Sir Francis Galton, F.R.S.
- William James Site ed. por Frank Pajares
- History of Phrenology on the Web ed. por John van Wyhe
- Frederic Bartlett Archive - Uma coleção dos escritos de Bartlett e material relacionado, mantida por Brady Wagoner, Gerard Duveen e Alex Gillespie

### Coleções de bolsas de estudos secundárias sobre a história da psicologia
- History & Theory of Psychology Eprint Archive - Depósito on-line de acesso aberto a artigos sobre a história e a teoria da psicologia
- Advances in the History of Psychology - Blog editado por Jeremy Burman, da Universidade de York (Toronto, Canadá), aconselhado por Christopher D. Green

### Sites de arquivos físicos
- Os Arquivos da História da Psicologia Americana - Grande coleção de documentos e objetos na Universidade de Akron, dirigida por David Baker
- Arquivos da Associação Americana de Psicologia, dirigida por Wade Pickren
- Arquivos da Sociedade Psicológica Britânica

### Recursos multimídia
- An Academy in Crisis: The Hiring of James Mark Baldwin and James Gibson Hume at the University of Toronto in 1889 - vídeo documentário de 40-min. por Christopher D. Green
- Toward a School of Their Own: The Prehistory of American Functionalist Psychology - vídeo documentário de 64-min. por Christopher D. Green
- This Week in the History of Psychology - série em podcast de 30 episódios por Christopher D. Green
- BPS Origins timeline